# Liste d'œuvres d'art public dans le Bas-Rhin
Cet article vise à recenser les œuvres d'art dans l'espace public dans le département du Bas-Rhin, en France.

## Liste
Les œuvres sont classées par ordre alphabétique de communes et, au sein de celles-ci, par ordre chronologique d'installation, dans la mesure des informations disponibles.

### Sculptures
| Œuvre                                 | Auteur             | Commune       | Localisation                                     | Notes                                            | Installation                                     | Coordonnées                                      | Illustration                                     |
| ------------------------------------- | ------------------ | ------------- | ------------------------------------------------ | ------------------------------------------------ | ------------------------------------------------ | ------------------------------------------------ | ------------------------------------------------ |
| Monument à Alexis Stoltz              | Paul Graf          | Andlau        | Cour de l'Abbaye                                 |                                                  | 1905                                             | 48° 23′ 16″ nord, 7° 24′ 51″ est                 | Image manquante                                  |
| L'Ours d'Andlau                       | Roland d'Andlau    | Andlau        | Rue du Docteur Stoltz                            |                                                  | 1997                                             | 48° 23′ 11″ nord, 7° 25′ 01″ est                 | Image manquante                                  |
| L'Ours assis                          | À déterminer       | Andlau        | Cour de l'Abbaye                                 |                                                  | À déterminer                                     | 48° 23′ 17″ nord, 7° 24′ 56″ est                 | Image manquante                                  |
| Le Champ du feu                       | Daniel Pontoreau   | Belmont       | Plateau du champ du feu                          |                                                  | 1992                                             | 48° 24′ 35″ nord, 7° 14′ 05″ est                 | Image manquante                                  |
| Monument du 3e millénaire             | À déterminer       | Bindernheim   | À déterminer                                     |                                                  | À déterminer                                     | à géolocaliser                                   | Image manquante                                  |
| Diana                                 | Serge Mangin       | Gœrsdorf      | À déterminer                                     |                                                  | À déterminer                                     | à géolocaliser                                   | Image manquante                                  |
| Le Forgeron                           | À déterminer       | Grandfontaine | Framont                                          |                                                  | 2011                                             | 48° 29′ 08″ nord, 7° 10′ 00″ est                 | Image manquante                                  |
| Bûcheron                              | Alfred Marzolff    | Haguenau      | À déterminer                                     |                                                  | À déterminer                                     | à géolocaliser                                   | Image manquante                                  |
| Cueilleuse de houblon                 | Alfred Marzolff    | Haguenau      | À déterminer                                     |                                                  | À déterminer                                     | à géolocaliser                                   | Image manquante                                  |
| Lion                                  | Alfred Marzolff    | Haguenau      | À déterminer                                     |                                                  | À déterminer                                     | à géolocaliser                                   | Image manquante                                  |
| Le Petit Musée                        | Sylvain Chartier   | Hatten        | À déterminer                                     |                                                  | À déterminer                                     | à géolocaliser                                   | Image manquante                                  |
| Le Terminal multimodal                | Zaha Hadid         | Hœnheim       | Tramway, ligne B                                 |                                                  | 2001                                             | 48° 37′ 41″ nord, 7° 45′ 31″ est                 | Image manquante                                  |
| Buste                                 | Thierry Delorme    | Lauterbourg   | À déterminer                                     |                                                  | À déterminer                                     | à géolocaliser                                   | Buste                                            |
| Belvédère                             | Gérard Starck      | Le Hohwald    | À déterminer                                     |                                                  | À déterminer                                     | à géolocaliser                                   | Image manquante                                  |
| Ettore Bugatti                        | À déterminer       | Molsheim      | Avenue de la gare                                | Représente Ettore Bugatti.                       | À déterminer                                     | à géolocaliser                                   | Ettore Bugatti                                   |
| Sentier des Géants du Nideck          | Multiples          | Oberhaslach   | À déterminer                                     |                                                  | À déterminer                                     | à géolocaliser                                   | Image manquante                                  |
| Brise-vent                            | Ilana Isehayek     | Saales        | À déterminer                                     |                                                  | À déterminer                                     | à géolocaliser                                   | Image manquante                                  |
| Des millions d'années                 | Erwin Heyn         | Saverne       | À déterminer                                     |                                                  | À déterminer                                     | à géolocaliser                                   | Image manquante                                  |
| Hora                                  | André Friederich   | Saverne       | Grande-rue                                       | Représente Hora.                                 | À déterminer                                     | à géolocaliser                                   | Hora                                             |
| Lions et deux personnages             | À déterminer       | Saverne       | Entrée du château                                |                                                  | À déterminer                                     | à géolocaliser                                   | Lions et deux personnages                        |
| La Lame                               | Marc Couturier     | Sélestat      | Parvis de l'église Saint-Georges                 |                                                  | 1998                                             | 48° 15′ 36″ nord, 7° 27′ 24″ est                 | Image manquante                                  |
| Point de rencontre : le rêve          | Sarkis             | Sélestat      | Rives de l'Ill                                   |                                                  | 1993                                             | 48° 15′ 33″ nord, 7° 27′ 15″ est                 | Image manquante                                  |
| Saint Jean Népomucène                 | À déterminer       | Sélestat      | À déterminer                                     | Représente Jean Népomucène.                      | 1841                                             | à géolocaliser                                   | Saint Jean Népomucène                            |
| Statue                                | À déterminer       | Sélestat      | Rue des Chevaliers                               |                                                  | À déterminer                                     | à géolocaliser                                   | Statue                                           |
| Les Trois Grâces                      | À déterminer       | Sélestat      | Place du Général-de-Gaulle                       |                                                  | À déterminer                                     | 48° 15′ 35″ nord, 7° 26′ 49″ est                 | Image manquante                                  |
| De Steinverer Schneller               | À déterminer       | Steinbourg    | À déterminer                                     |                                                  | À déterminer                                     | à géolocaliser                                   | Image manquante                                  |
|                                       |                    | Strasbourg    | Voir la liste des œuvres publiques de Strasbourg | Voir la liste des œuvres publiques de Strasbourg | Voir la liste des œuvres publiques de Strasbourg | Voir la liste des œuvres publiques de Strasbourg | Voir la liste des œuvres publiques de Strasbourg |
| Contre-basse                          | À déterminer       | Truchtersheim | Entrée du village                                |                                                  | À déterminer                                     | 48° 39′ 21″ nord, 7° 36′ 21″ est                 | Contre-basse                                     |
| Moine bâtisseur                       | Thierry Delorme    | Wissembourg   | À déterminer                                     |                                                  | 1984                                             | 49° 02′ 13″ nord, 7° 56′ 34″ est                 | Image manquante                                  |
| Sans titre                            | Dominique Labauvie | Wissembourg   | Relais culturel                                  |                                                  | 1980                                             | 49° 02′ 10″ nord, 7° 56′ 49″ est                 | Image manquante                                  |
| Si tu veux la paix, prépare la paix ! | Thierry Delorme    | Wœrth         | À déterminer                                     |                                                  | À déterminer                                     | à géolocaliser                                   | Image manquante                                  |

### Monuments aux morts
| Œuvre | Auteur | Commune    | Localisation                                     | Notes                                            | Installation                                     | Coordonnées                                      | Illustration                                     |
| ----- | ------ | ---------- | ------------------------------------------------ | ------------------------------------------------ | ------------------------------------------------ | ------------------------------------------------ | ------------------------------------------------ |
|       |        | Strasbourg | Voir la liste des œuvres publiques de Strasbourg | Voir la liste des œuvres publiques de Strasbourg | Voir la liste des œuvres publiques de Strasbourg | Voir la liste des œuvres publiques de Strasbourg | Voir la liste des œuvres publiques de Strasbourg |

### Fontaines
| Œuvre | Auteur | Commune    | Localisation                                     | Notes                                            | Installation                                     | Coordonnées                                      | Illustration                                     |
| ----- | ------ | ---------- | ------------------------------------------------ | ------------------------------------------------ | ------------------------------------------------ | ------------------------------------------------ | ------------------------------------------------ |
|       |        | Strasbourg | Voir la liste des œuvres publiques de Strasbourg | Voir la liste des œuvres publiques de Strasbourg | Voir la liste des œuvres publiques de Strasbourg | Voir la liste des œuvres publiques de Strasbourg | Voir la liste des œuvres publiques de Strasbourg |